# William J. Dickman
William J. Dickman (geboren als Wilhelm Dickmann 13. Oktober 1900 in Hermsdorf; gestorben 28. Oktober 1987 in Alexandria (Virginia)) war ein deutsch-US-amerikanischer Jurist.

## Leben
Wilhelm Dickmann wurde nach dem Abitur als Soldat eingezogen und an der Westfront eingesetzt. Nach dem Ersten Weltkrieg studierte er Rechtswissenschaften in Berlin. Nach dem zweiten Staatsexamen arbeitete er zunächst als Richter in Berlin und ab 1928 als Anwalt in der internationalen Kanzlei von Bruno Weil und Ernst Gans.
Nach der Machtübergabe an die Nationalsozialisten 1933 durfte er nur auf Grund des Frontkämpferprivilegs den Anwaltsberuf weiter ausüben. Im September 1938 floh er zu seinem Bruder nach Dänemark. Sein Vater starb unter den Umständen der deutschen Judenverfolgung, seine Schwester und ihr Mann wurden in einem Konzentrationslager ermordet.  
Ende 1938 reiste er mit einem Touristenvisum nach New York City. Da sein deutscher Berufsabschluss in den USA keine Gültigkeit hatte, schlug er sich als Nachtportier durch. Seinen Namen amerikanisierte er mit William J. Dickman und veröffentlichte Erzählungen. 1939 erhielt er ein Stipendium des von Carl J. Friedrich und David Riesman gegründeten American Committee for the Re-Education of Refugee Lawers, um an der University of Pennsylvania nach drei Jahren einen amerikanischen Studienabschluss zu erwerben. Er heiratete 1943 die Ärztin und Emigrantin Ilka Deutsch (1899–1983), eine Tochter des Prager Rabbiners Aladár Deutsch (1871–1949), der als gebrochener Mann die Lagerhaft im Ghetto Theresienstadt überlebte.
Dickman erhielt 1944 die US-amerikanische Staatsbürgerschaft, wurde Soldat beim Office of Strategic Services (OSS) und wurde in London und dann im befreiten Paris eingesetzt, wo er als Beobachter bei den Prozessen gegen Kollaborateure fungierte. Im besetzten Berlin gehörte er zum Stab des Hochkommissars General Lucius D. Clay. Er verfasste das Kontrollratsgesetz Nr. 46, mit dem am 25. Februar 1947 die Auflösung des Landes Preußen verfügt wurde, und arbeitete am Militärregierungsgesetz Nr. 59 zur Restitution und bei den Länderverfassungen der Amerikanischen Zone mit. Er hatte den Auftrag, deutsche Anwälte als Verteidiger für den Nürnberger Prozess gegen die Hauptkriegsverbrecher ausfindig zu machen. Ilka Dickman arbeitete in dieser Zeit für die UNRRA in Lagern der Displaced Persons.
Im Herbst 1948 kehrten beide in die USA zurück, wo Dickman als Associate Professor für Politische Wissenschaften am Pennsylvania Military College in Chester, Pennsylvania arbeitete und dann ab 1950 bis 1970 als Nachrichtenspezialist für das Army Quartermaster Corps im United States Department of War in Washington, D.C. Sie zogen später nach Alexandria (Virginia), wo Dickman sich um kulturelle Belange der Region in der Northern Virginia Fine Arts Commission, im Alexandria Tourist Council und in der Alexandria Archaeological Commission kümmerte. Dickman veröffentlichte Gedichte.

## Werke (Auswahl)
- An outline of Nazi civil law. Mississippi law journal, vol. xv 1943, S. 127–134
- Around the Potomac verses about places and people I love. Alexandria, Va., 1968
- Battery Rodgers at Alexandria, Virginia : a narrative report on Battery Rodgers which, during the Civil War, was one of the many fortifications forming the defenses of Washington. Manhattan, Kan. : MA/AH Pub., 1980
- Ilka D Dickman, William J Dickman: The long long Trail with you. Manhattan, Kansas, : Sunflower Univ. Pr. 1984
- Stories we lived. Washington : Corporate Press, 1985
- A bouquet of stories. Washington, D.C. : Corporate Press, 1986
- Beiträge in der Zeitung Aufbau, Nachweise beim Deutschen Exilarchiv, DNB